# Schlanders
Schlanders (wł. Silandro) – miejscowość i gmina we Włoszech, w regionie Trydent-Górna Adyga, w prowincji Bolzano (Tyrol Południowy).
Liczba mieszkańców gminy wynosiła 6014 (dane z roku 2009). Język niemiecki jest językiem ojczystym dla 94,02%, włoski dla 5,81%, a ladyński dla 0,17% mieszkańców (2001).

## Współpraca
- Trecenta, Włochy